# Prémio MTV Movie de melhor dupla
O MTV Movie Award para On-Screen Duo é um prêmio/categoria da cerimônia de premiação cinematográfica anual MTV Movie Award concedido a uma dupla de atores ou atrizes pela qualidade de suas performances em produções cinematográficas indicadas, atribuído durante a cerimônia desde 1992. As várias categorias do MTV Movie Award são selecionadas pelo público.
Os primeiros vencedores desta categoria foram Dana Carvey e Mike Myers por sua atuação em Wayne's World. A categoria foi renomeada para Best On-Screen Team em 2001 e descontinuada em 2006. Em 2012, em meio às reformas nas categorias da premiação, a categoria retornou como Best Cast para abranger todo o elenco dos filmes indicados. Em 2013, voltou a se chamar Best On-Screen Duo, premiando somente uma dupla por filme indicado.

## Vencedores e indicados
| 1992                                     | Dana Carvey e Mike Myers - Wayne's World                                      | - Damon Wayans e Bruce Willis - The Last Boy Scout - Anna Chlumsky e Macaulay Culkin - My Girl - Kevin Costner e Morgan Freeman - Robin Hood: Prince of Thieves - Geena Davis e Susan Sarandon - Thelma & Louise |       |
| 1993                                     | Mel Gibson e Danny Glover - Lethal Weapon 3                                   | - Michael Douglas e Sharon Stone - Basic Instinct - Kevin Costner e Whitney Houston - The Bodyguard - Tom Cruise e Nicole Kidman - Far and Away - Woody Harrelson e Wesley Snipes - White Men Can't Jump |       |
| 2000                                     | Mike Myers e Verne Troyer - Austin Powers: The Spy Who Shagged Me             | - Adam Sandler e Cole e Dylan Sprouse - Big Daddy - Keanu Reeves e Laurence Fishburne - The Matrix - Bruce Willis e Haley Joel Osment - The Sixth Sense - Tim Allen e Tom Hanks - Toy Story 2 |       |
| 2001                                     | Drew Barrymore, Cameron Diaz e Lucy Liu - Charlie's Angels                    | - Tom Hanks e Wilson - Cast Away - Robert De Niro e Ben Stiller - Meet the Parents - George Clooney, Tim Blake Nelson e John Turturro - O Brother, Where Art Thou? - Halle Berry, Hugh Jackman e James Marsden - X-Men |       |
| 2002                                     | Vin Diesel e Paul Walker - The Fast and the Furious                           | - George Clooney, Matt Damon, Brad Pitt e Shaobo Qin - Ocean's Eleven - Jackie Chan e Chris Tucker - Rush Hour 2 - Cameron Diaz, Eddie Murphy e Mike Myers - Shrek - Ben Stiller e Owen Wilson - Zoolander |       |
| 2003                                     | Elijah Wood, Sean Astin e Andy Serkis - The Lord of the Rings: The Two Towers | - Kate Bosworth, Michelle Rodriguez e Sanoe Lake - Blue Crush - Johnny Knoxville, Bam Margera e Steve-O - Jackass - The Movie - Will Ferrell, Vince Vaughn e Luke Wilson - Old School - Jackie Chan e Owen Wilson - Shanghai Knights |       |
| 2004                                     | Adam Sandler e Drew Barrymore - 50 First Dates                                | - Will Smith e Martin Lawrence - Bad Boys II - Johnny Depp, Orlando Bloom e Keira Knightley - Pirates of the Caribbean: The Curse of the Black Pearl - Jack Black e School of Rock Band - School of Rock - Ben Stiller e Owen Wilson - Starsky & Hutch |       |
| 2005                                     | Lindsay Lohan, Rachel McAdams, Amanda Seyfried e Lacey Chabert - Mean Girls   | - Will Ferrell, Steve Carell, Paul Rudd e David Koechner - Anchorman: The Legend of Ron Burgundy - Vince Vaughn, Christine Taylor, Justin Long, Alan Tudyk, Stephen Root, Joel David Moore e Chris Williams - Dodgeball: A True Underdog Story - John Cho e Kal Penn - Harold & Kumar Go to White Castle - Craig T. Nelson, Holly Hunter, Spencer Fox e Sarah Vowell - The Incredibles | [ 2 ] |
| 2006                                     | Vince Vaughn e Owen Wilson - Wedding Crashers                                 | - Jessica Alba, Ioan Gruffudd, Chris Evans e Michael Chiklis - Fantastic Four - Daniel Radcliffe, Emma Watson e Rupert Grint - Harry Potter and the Goblet of Fire - Steve Carell, Romany Malco e Seth Rogen - The 40 Year-Old Virgin - Johnny Knoxville, Seann William Scott e Jessica Simpson - The Dukes of Hazzard                                                                 |       |
| Categoria não premiada entre 2007 e 2011 |                                                                               | |       |

### Década de 2010
| Ano                                            | Vencedor | Indicados | Ref.          |
| ---------------------------------------------- | --- | --- | ------------- |
| Categoria nomeada melhor elenco no ano de 2012 | | |               |
| 2012                                           | Daniel Radcliffe, Rupert Grint, Emma Watson e Tom Felton - Harry Potter and the Deathly Hallows – Part 2             | - Kristen Wiig, Maya Rudolph e Rose Byrne - Bridesmaids - Jennifer Lawrence, Josh Hutcherson e Liam Hemsworth - The Hunger Games - Jonah Hill, Channing Tatum e Ice Cube - 21 Jump Street - Emma Stone, Viola Davis e Bryce Dallas Howard - The Help | [ 3 ] [ 4 ]   |
| Retorno da nomenclatura melhor duo (2013-2015) | | |               |
| 2013                                           | Mark Wahlberg e Seth MacFarlane - Ted                                                                                | - Robert Downey, Jr. e Mark Ruffalo - The Avengers - Will Ferrell e Zach Galifianakis - The Campaign - Leonardo DiCaprio e Samuel L. Jackson - Django Unchained - Jennifer Lawrence e Bradley Cooper - Silver Linings Playbook | [ 5 ]         |
| 2014                                           | Vin Diesel e Paul Walker - Fast & Furious 6                                                                          | - Amy Adams e Christian Bale - American Hustle - Kevin Hart e Ice Cube - Ride Along - Leonardo DiCaprio e Jonah Hill - The Wolf of Wall Street - Matthew McConaughey e Jared Leto - Dallas Buyers Club | [ 6 ]         |
| 2015                                           | Zac Efron e Dave Franco - Neighbors                                                                                  | - Bradley Cooper e Vin Diesel - Guardians of the Galaxy - Channing Tatum e Jonah Hill - 22 Jump Street - James Franco e Seth Rogen - The Interview - Shailene Woodley e Ansel Elgort - The Fault in Our Stars | [ 7 ]         |
| Melhor ensemble cast                           | | |               |
| 2016                                           | Pitch Perfect 2 | - Avengers: Age of Ultron - Furious 7 - The Hunger Games: Mockingjay - Part 2 - Star Wars: The Force Awakens - Trainwreck | [ 8 ]         |
| Melhor equipe de tela                          | | |               |
| 2017                                           | Hugh Jackman e Dafne Keen - Logan                                                                                    | - Josh Gad e Luke Evans - Beauty and the Beast - Brian Tyree Henry e Lakeith Stanfield - Atlanta - Daniel Kaluuya e Lil Rel Howery - Get Out - Adam Levine e Blake Shelton - The Voice - Martha Stewart e Snoop Dogg - Martha & Snoop's Potluck Dinner Party | [ 9 ]         |
| 2018                                           | Finn Wolfhard, Sophia Lillis, Jaeden Martell, Jack Dylan Grazer, Wyatt Oleff, Jeremy Ray Taylor e Chosen Jacobs - It | - Chadwick Boseman, Lupita Nyong'o, Danai Gurira e Letitia Wright - Black Panther - Dwayne Johnson, Kevin Hart, Jack Black, Karen Gillan e Nick Jonas - Jumanji: Welcome to the Jungle - Tye Sheridan, Olivia Cooke, Lena Waithe, Philip Zhao e Win Morisaki - Ready Player One - Gaten Matarazzo, Finn Wolfhard, Caleb McLaughlin, Noah Schnapp e Sadie Sink - Stranger Things | [ 10 ]        |
| Categoria não premiada em 2019 e 2020          | | |               |
| 2021                                           | Anthony Mackie e Sebastian Stan - The Falcon and the Winter Soldier                                                  | - Pedro Pascal e Grogu - The Mandalorian - Lily Collins e Ashley Park - Emily in Paris - Sacha Baron Cohen e Maria Bakalova - Borat Subsequent Moviefilm - Kristen Wiig e Annie Mumolo - Barb and Star Go to Vista Del Mar | [ 11 ] [ 12 ] |
| 2022                                           | Tom Hiddleston, Sophia Di Martino e Owen Wilson - Loki                                                               | - Selena Gomez, Steve Martin e Martin Short - Only Murders in the Building - Tom Holland, Andrew Garfield e Tobey Maguire - Spider-Man: No Way Home - Sandra Bullock, Channing Tatum e Brad Pitt - The Lost City - Ryan Reynolds e Walker Scobell - The Adam Project | [ 13 ]        |
| 2023                                           | Pedro Pascal e Bella Ramsey - The Last of Us                                                                         | - Tom Cruise e Miles Teller - Top Gun: Maverick - Camila Mendes e Maya Hawke - Do Revenge - Jenna Ortega e Victor Dorobantu - Wednesday - Simona Tabasco e Beatrice Grannò - The White Lotus | [ 14 ]        |